# Joan Albert II de Mecklenburg
Joan Albert de Mecklenburg - Johann Albrecht von Mecklenburg (alemany) - (Waren, Mecklenburg, 5 de maig de 1590 - Güstrow, 23 d'abril de 1636) fou un noble alemany que regnà sobre els ducats de Mecklenburg-Schwerin (1608-36) i de Mecklenburg-Güstrow (1610-36).
Quan va morir el seu pare, amb només dos anys, conjuntament amb el seu germà Adolf Frederic, va ser posat sota la tutela del seu oncle Carles de Mecklenburg-Schwerin. Des del 16 d'abril de 1608 va començar a governar una part del ducat de Mecklenburg-Schwerin. A la mort del seu oncle Carles, el 1610, també va obtenir els territoris de Mecklenburg-Güstrow.
Ell va mostrar-se neutral en la Guerra dels Trenta Anys, però en secret va ajudar el rei Cristià IV de Dinamarca, de manera que es va veure involucrat en el conflicte. El seu regne va ser enderrocat per les tropes de l'emperador Ferran II i el ducat va passar a ser controlat per Albrecht von Wallenstein. En 1631, amb el suport dels suecs, va aconseguir recuperar els seus dominis.

## Família
fill del duc Joan VII de Mecklenburg-Schwerin (1558-1592) i de Sofia de Schleswig-Holstein-Gottorp (1569-1634). El 9 d'octubre de 1608 es va casar a Estocolm amb Margarida Elisabet de Mecklenburg (1584-1616), filla del duc Cristòfol de Mecklenburg (1537-1592) i de la princesa sueca Elisabet Vasa (1549-1597). Fruit d'aquest matrimoni en nasqueren:
- Joan Cristòfol (1611-1612)
- Elisabet Sofia (1613-1676), casada amb August de Brunsvic-Lüneburg (1579-1666)
- Cristina Margarida (1615-1666), casada primer amb Francesc Albert de Saxònia-Lauenburg (1598-1642) i després amb Cristià Lluís I de Mecklenburg.
- Carles Enric (1616-1618)

Havent enviudat, el 26 de març de 1618 es casà a Kassel amb Elisabet de Hessen-Kassel (1596-1625), filla de Maurici I de Hessen-Kassel (1572-1632) i d'Agnès de Solms-Laubach (1578-1602). Aquest segon matrimoni va tenir un fill:
- Jordi (1620-1675), casat primer amb Caterina d'Halberstadt, i després amb Margarida de Lowtzow.

Joan Albert es casà per tercera vegada el 7 de maig de 1626 a Güstrow amb Elionor Maria d'Anhalt-Bernburg (1600-1657), filla de Cristià I d'Anhalt-Bernburg (1568-1630) i d'Anna de Bentheim-Tecklenburg (1579-1624). D'aquest tercer matrimoni en nasqueren:
- Anna Sofia (1628-1666), casada amb Lluís IV de Liegnitz.
- Joan Cristià (1629-1631)
- Elionor (1630-1631)
- Gustau Adolf (1633-1695), casat amb Magdalena Sibil·la de Schleswig-Holstein-Gottorp 1631-1719.
- Lluïsa (1635-1648)